# Цензура в Казахстане
Цензура в Республике Казахстан — контроль государственных или гражданских институтов Республики Казахстан за содержанием и распространением информации, печатной продукции, музыкальных и сценических произведений, произведений изобразительного искусства, кино и фото произведений, передач радио и телевидения, веб-сайтов и порталов, в некоторых случаях также частной переписки, с целью ограничения либо недопущения распространения идей и сведений, признаваемых властью или общественным мнением как представляющих опасность.
В 2021 году в Индексе свободы прессы Казахстан занял 155 место в списке из 180 стран. Ниже находится Руанда, Узбекистан и Белоруссия, выше - Бруней, Турция и Бангладеш.
Согласно информации множества изданий и газет, а также организации Freedom House Казахстан является "несвободной" страной.
Следует заметить, что запрет на цензуру в Казахстане документально закреплён в статье № 20 Конституции Республики Казахстан; однако эксперты считают, что он отражён лишь на бумаге, а де-факто не действует.

## Ограничение свободы слова

### Интернет
Ещё с середины 2000 годов началась блокировка сетевых СМИ, которые активно критиковали власти Казахстана. Как правило, эту блокировку можно было обойти при помощи различных анонимайзеров.
С 2008 года в Казахстане ведется активная борьба с сетевыми СМИ. По заявлению издательства «Kazakhstan Today»: «за 2008 год было заблокировано 10 интернет-изданий». Крупнейшие интернет-провайдеры Казахстана — «Казахтелеком» и «Нурсат».
Мажилис (нижняя палата парламента) Казахстана 30 апреля 2009 года одобрил в первом чтении законопроект по мерам регулирования сети Интернет. Парламент обсуждает закон, который приравнивает блоги и чаты к СМИ. Их сможет закрывать генпрокурор республики. Иностранные СМИ станут недоступны в случае «угрозы национальной безопасности».
13 июля 2009 года Президент Казахстана Нурсултан Назарбаев подписал законодательные поправки, приравнивающие все интернет-сайты к СМИ и позволяющие судам прекращать работу порталов. Документ, принятый в преддверии председательства Казахстана в Организации по безопасности и сотрудничеству в Европе (ОБСЕ), приравнивает все интернет-ресурсы к средствам массовой информации и даёт право судам закрывать сайты, если содержащаяся там информация будет признана незаконной. Под действие данного закона подпадают не только материалы, размещённые на интернет-сайтах, но и комментарии к ним. Кроме того, могут быть заблокированы и зарубежные ресурсы, в случае, если их содержание противоречит законодательству страны. Международная организация «Репортёры без границ» во Всемирный день свободы печати опубликовала список «хищников» свободы информации, в котором внесен Нурсултан Назарбаев.
27 января 2010 года опубликовано заявление движения «За свободный Интернет!» о заблокированных в Казахстане интернет-ресурсах и лояльных к цензуре сервисах.
За оскорбляющие комментарии в соцсетях предусмотрено наказание в виде штрафа до 500 МРП с 2014 года.
После девальвации тенге 11 февраля 2014 года был заблокирован на территории Казахстана сайт петиции по сбору подписей за импичмент президента Назарбаева.

В 2017 году в виде пилотного проекта был запущен сервис на сайте Министерства информации и коммуникации по адресу: http://mic.gov.kz/ru/complain:
«Министерством введен в эксплуатацию в пилотном режиме реестр запрещенных интернет-ресурсов, который содержит список материалов и ссылок на интернет-ресурсы, признанных решениями судебных органов незаконными, а также запрещенных предписаниями Генеральной прокуратуры и уполномоченного органа. С работой данной системы можно ознакомиться в подразделе «Проверить сайт» раздела «Пожаловаться» с официального интернет-ресурса министерства», - сообщил Даурен Абаев.
Проект Internet Freedom, занимающийся мониторингом и анализом интернет-ограничений, публикует на своём сайте список заблокированных URL-ссылок в Казахстане. В этом списке представлена информация о домене, юрисдикции, наименовании государственного органа, ограничившего доступ, а также номер и дата документа и вид нарушения. Представленный список полностью идентичный тому, который публикуется на сайте Министерства культуры и информации, о чем указано в дисклеймере на главной странице проекта.
9 февраля 2024 года Internet Freedom опубликовал статистику по реестру заблокированных ресурсов и обновил модуль на своём сайте:
- В реестре указано 76065 заблокированных ссылок.
- В качестве оснований для блокировки зарегистрированы 32 различных причины, причём некоторые из них включают два правонарушения одновременно.
- За 15 лет онлайн-блокировок доступна визуализация статистики по годам, позволяющая отслеживать количество ограниченных сайтов по разным видам нарушений с 2009 года до настоящего времени.
- 67 судов занимались вынесением решений о блокировке интернет-ресурсов в Казахстане.

### Печатные издания и телевидение
В 2007 году Рахат Алиев, под патронажем которого создавался казахстанский телесериал «Саранча» (2001—2003), попал в политическую опалу первого президента Казахстана Нурсултана Назарбаева. В результате чего сериал оказался под неформальным запретом до конца 2010-х годов, а его повторная трансляция состоялась лишь спустя почти 20 лет после премьеры.
В ноябре 2012 г. прокуратура потребовала запретить телеканал К+ и газету «Взгляд».
В интервью газете Республика Джимми Уэльс сказал:

Несколько лет я с интересом наблюдаю за ситуацией в Казахстане. Я осведомлен о недавних случаях нападок на прессу, и я их полностью осуждаю. Казахстанское правительство говорит, что хочет двигаться в сторону открытости и демократии, но утверждает, что это трудно и займет некоторое время. Самое худшее, что они могут сделать, следуя этим путём, это контролировать потоки информации. В эру интернета это только приведет к волнениям. Люди не только обладают правом на свободу выражения, теперь у них есть средства для получения информации, нравится это правительству или нет. Запугивание прессы приведет только к ответному удару со стороны граждан и «казахстанской весне», в которой старый режим будет отметен в сторону. Единственная надежда для них на адекватный и мирный переход (к демократии) — это разрешить людям говорить свободно.
— Джимми Уэйлс от патронажа Масимовым открестился — Открытая трибуна — Газета «Республика — деловое обозрение». Дата обращения: 17 апреля 2013. Архивировано из оригинала 20 апреля 2013 года.
Важной частью политической жизни в стране стал курс на закрытие оппозиционных СМИ.
В связи с уголовным делом против оппозиционного политика Муратбека Кетебаева, сотрудники Комитета национальной безопасности 19 декабря 2012 года конфисковали имущество и опечатали офисы редакции газеты «Голос Республики», информационного видеопортала «stan.kz», незарегистрированной партии «Алга!» и общественного фонда «Амансаулык». Также опечатан дом и личное имущество Алии Турусбековой, супруги Владимира Козлова. Путём конфискации оборудования редакций, КНБ осуществляет моральное давление и ограничивает деятельность независимых СМИ и НПО в стране.
19 декабря 2012 года представителям независимых СМИ и оппозиционных объединений сообщили, что КНБ имеет ордер на обыск их офисов. Официальным поводом для давления на независимые СМИ и НПО стало уголовное дело против оппозиционного политика Муратбека Кетебаева. Он является владельцем всех офисов и помещений, в которых КНБ провел обыск. Согласно постановлению суда, для обеспечения иска проводится арест имущества и недвижимости, которые принадлежат Муратбеку Кетебаеву. Следствие предполагает, что в помещениях находятся предметы, имеющие значение для дела.
Оперативно-розыскные мероприятия в городе Алматы были проведены в редакциях газеты «Голос Республики», информационного видеопортала «stan.kz», незарегистрированной партии «Алга!» и общественного фонда «Амансаулык». Сотрудники КНБ опечатали все эти офисы и конфисковали документацию, оргтехнику и личное имущество работников офисов.
В редакцию видеопортала «stan.kz» сотрудники КНБ привезли с собой двоих понятых. Журналисты утверждают, что эти люди на самом деле сотрудники КНБ, которые ранее проводили изъятие тиража газеты «Взгляд». Журналистов внутрь офиса не пустили.
При обыске в редакции газеты «Голос Республики» сотрудники КНБ так же не позволили присутствовать журналистам и юристам. Обыск проводили семь сотрудников КНБ, которые привезли с собой двоих понятых. Без описи были изъяты не только документация, но и оргтехника — принтеры и компьютеры. Также сотрудники КНБ разбили фотокамеру корреспондента радио «Азаттык» Казиса Тогузбаева, который пытался сделать несколько фотографий с места событий.
Также стало известно о проведении обысков в офисах незарегистрированной партии «Алга!» и общественного объединения «Амансаулык», которые находятся в одном доме. Сообщается, что сотрудники КНБ занесли какой-то неизвестный пакет в офис партии «Алга!». Там проводили обыск семь сотрудников КНБ в присутствии лишь одного понятого. А при обыске в офисе «Амансаулык» вовсе не присутствовал ни один представитель организации. Сотрудники фонда «Амансаулык» также утверждают, что лишь арендуют офисы, и их деятельность не имеет никакого отношения к Муратбеку Кетебаеву.

#### Книга Рахата Алиева "Крёстный тесть"
Алиев Рахат Мухтарович, который являлся бывшим членом семьи президента Республики Казахстан — Нурсултана Назарбаева, а также занимал многие должности в его правительстве опубликовал книгу "Крёстный тесть". В ней он рассказал о делах, творящихся в кругу семьи президента: убийства политических оппонентов (Алтынбек Сарсенбаев, Заманбек Нуркадилов), безмерной коррупции, открытия "липовых" уголовных дел, растрате государственной казны, систематических пытках и многом другом. Почти сразу после выхода книги Генеральная прокуратура РК запретила её издательство, распространение, а также цитирования фрагментов под угрозой заведения уголовного дела.

### Преследование активистов
В апреле-мае 2016 года во время многочисленных демонстраций по городам Казахстана начались массовые аресты гражданских активистов.
Впоследствии некоторых людей внесли в списки "пособников террористов", запретив также пользоваться услугами банков.
Правительство Казахстана в лице Кул-Мухаммеда пытается подвергнуть цензуре айтыс ("словесная дуэль") призвав воспевать только «независимость и Астану» и «Елбасы». Также участников айтыса настоятельно просили не затрагивать тему Жанаозена. Попытки жюри дать невысокую оценку акыну Бауржану Халиолле говорившим о Жанаозенских событиях вызвало возмущения зрителей. Так как в айтысе используется импровизация, то это остается последним бастионом свободы слова. 
В 2013 году в айтысе «Сүйер ұлың болса, сен сүй» в честь Толе би, Казыбек би и Айтеке би, после того, как в словесном поединке между Ринатом Заитовым, который выступил с резкой критикой власть имущих, и Меирбеком Султанхановым судьи присудили победу Султанханову, зрители выразили недовольство решением жюри. После получасового совещания, жюри объявило акынов (импровизирующие певцы) «равными».